# Dasyprocta prymnolopha
Dasyprocta prymnolopha är en däggdjursart som beskrevs av Johann Georg Wagler 1831. Dasyprocta prymnolopha ingår i släktet agutier och familjen guldharar. IUCN kategoriserar arten globalt som livskraftig. Inga underarter finns listade i Catalogue of Life.
Arten förekommer i östra Brasilien söder om Amazonflodens mynning. Habitatet utgörs av savannlandskapet Caatinga och av torra buskskogar.